# Liste der Kulturdenkmale in Kammerforst (Thüringen)
Die Liste der Kulturdenkmale in Kammerforst umfasst die als Ensembles, Straßenzüge und Einzeldenkmale erfassten Kulturdenkmale in der thüringischen Gemeinde Kammerforst im Unstrut-Hainich-Kreis.
Die Angaben in der Liste ersetzen nicht die rechtsverbindliche Auskunft der zuständigen Denkmalschutzbehörde.

## Legende
- Bild: zeigt ein Bild des Kulturdenkmals und gegebenenfalls einen Link zu weiteren Fotos des Kulturdenkmals im Medienarchiv Wikimedia Commons
- Bezeichnung: Name, Bezeichnung oder die Art des Kulturdenkmals
- Lage: Wenn vorhanden Straßenname und Hausnummer des Kulturdenkmals; Grundsortierung der Liste erfolgt nach dieser Adresse. Der Link Karte führt zu verschiedenen Kartendarstellungen und nennt die Koordinaten des Kulturdenkmals.
 Kartenansicht, um Koordinaten zu setzen – in dieser Kartenansicht sind Kulturdenkmale ohne Koordinaten mit einem roten bzw. orangen Marker dargestellt und können in der Karte gesetzt werden. Kulturdenkmale ohne Bild sind mit einem blauen bzw. roten Marker gekennzeichnet, Kulturdenkmale mit Bild mit einem grünen bzw. orangen Marker.
- Datierung: gibt das Jahr der Fertigstellung beziehungsweise das Datum der Erstnennung oder den Zeitraum der Errichtung an
- Beschreibung: bauliche und geschichtliche Einzelheiten des Kulturdenkmals, vorzugsweise die Denkmaleigenschaften
- ID: Die ID identifiziert das Kulturdenkmal eindeutig. In Thüringen sind aktuell keine IDs veröffentlicht. In der ID-Spalte kann sich auch folgendes Icon  befinden, dies führt zu Angaben zu diesem Kulturdenkmal bei Wikidata.

## Ensemble
| Bild | Bezeichnung                 | Lage                | Datierung | Beschreibung | ID |
| ---- | --------------------------- | ------------------- | --------- | ------------ | -- |
| BW   | Ensemble Anger, Kirchstraße | Kammerforst (Karte) |           |              |    |

## Einzeldenkmale
| Bild                                    | Bezeichnung                                                  | Lage                                        | Datierung | Beschreibung | ID |
| --------------------------------------- | ------------------------------------------------------------ | ------------------------------------------- | --------- | ------------ | -- |
| BW                                      | Wohnhaus / Haus Rettelbusch                                  | Kammerforst, Eichsfelder Straße 62 (Karte)  |           |              |    |
| weitere Bilder Fotos hochladen          | Kirche mit Ausstattung und Kirchhof / Ev. Kirche St. Andreas | Kammerforst, Kirchstraße o. Nr. (Karte)     |           |              |    |
| BW                                      | Wohnhaus                                                     | Kammerforst, Kirchstraße 11 (Karte)         |           |              |    |
| BW                                      | Hofanlage                                                    | Kammerforst, Komstgasse 1 (Karte)           |           |              |    |
| BW                                      | Wohnhaus                                                     | Kammerforst, Straße der Einheit 10 (Karte)  |           |              |    |
| BW                                      | Gasthaus / Brauner Hirsch                                    | Kammerforst, Straße der Einheit 12 (Karte)  |           |              |    |
| BW                                      | Gasthaus mit Scheune / 'Alte Schänke'                        | Kammerforst, Straße der Einheit 14 (Karte)  |           |              |    |
| BW                                      | Gutshaus                                                     | Kammerforst, Straße der Einheit 17 (Karte)  |           |              |    |
| BW                                      | Gutshaus                                                     | Kammerforst, Straße der Einheit 18 (Karte)  |           |              |    |
| BW                                      | Wohnhaus                                                     | Kammerforst, Straße der Einheit 20b (Karte) |           |              |    |
| BW                                      | Gutsanlage / Obergut                                         | Kammerforst, Straße der Einheit 29 (Karte)  |           |              |    |
| BW                                      | Hofanlage                                                    | Kammerforst, Straße der Einheit 36 (Karte)  |           |              |    |
| BW                                      | Wohnhaus                                                     | Kammerforst, Straße der Einheit 74 (Karte)  |           |              |    |
| BW                                      | Hofanlage                                                    | Kammerforst, Straße der Einheit 81 (Karte)  |           |              |    |
| BW                                      | Wohnhaus                                                     | Kammerforst, Straße der Einheit 9 (Karte)   |           |              |    |
| Direkt Bild zu diesem Denkmal hochladen | Erbbegräbnis                                                 | Kammerforst                                 |           |              |    |